# فیلم در ۲۰۱۶
در این نوشتار در کنار تقویم مراسم جوایز سینمایی، زمان اکران تعدادی از فیلم‌ها در سال ۲۰۱۶ فهرست شده‌است.

## ۱۰ فیلم پرفروش سال ۲۰۱۶
پرفروش‌ترین فیلم‌های ۲۰۱۶ به شرح زیر می‌باشد:
| رتبه | عنوان فیلم                       | پخش‌کننده         | فروش جهانی         |
| ---- | -------------------------------- | ---------------- | ------------------ |
| ۱    | کاپیتان آمریکا: جنگ داخلی        | دیزنی            | ۱٬۱۵۳٬۳۰۴٬۴۹۵ دلار |
| ۲    | روگ وان                          | دیزنی            | ۱٬۰۵۶٬۰۵۷٬۲۷۳ دلار |
| ۳    | در جستجوی دوری                   | دیزنی            | ۱٬۰۲۸٬۵۷۰٬۸۸۹ دلار |
| ۴    | زوتوپیا                          | دیزنی            | ۱٬۰۲۳٬۷۸۴٬۱۹۵ دلار |
| ۵    | کتاب جنگل                        | دیزنی            | ۹۶۶٬۵۵۰٬۶۰۰ دلار   |
| ۶    | زندگی پنهان حیوانات خانگی        | یونیورسال پیکچرز | ۸۷۵٬۴۵۷٬۹۳۷ دلار   |
| ۷    | بتمن در برابر سوپرمن: طلوع عدالت | وارنر برادرز     | ۸۷۳٬۶۳۴٬۹۱۹ دلار   |
| ۸    | جانوران شگفت‌انگیز و زیستگاه آن‌ها | وارنر برادرز     | ۸۱۴٬۰۳۷٬۵۷۵ دلار   |
| ۹    | ددپول                            | فاکس قرن بیستم   | ۷۸۲٬۶۱۲٬۱۵۵ دلار   |
| ۱۰   | جوخه انتحار                      | وارنر برادرز     | ۷۴۶٬۸۴۶٬۸۹۴ دلار   |

## رویدادها

### مراسم جوایز
| تاریخ           | مراسم                           | میزبان                                     | موقعیت                               | منبع  |
| --------------- | ------------------------------- | ------------------------------------------ | ------------------------------------ | ----- |
| ژانویه ۱۰، ۲۰۱۶ | هفتاد و سومین مراسم گلدن گلوب   | انجمن مطبوعات خارجی هالیوود                | بورلی هیلز، کالیفورنیا، ایالات متحده | [ ۱ ] |
| فوریه ۱۴، ۲۰۱۶  | شصت و نهمین دوره جوایز بفتا     | آکادمی هنرهای سینمایی و تلویزیونی بریتانیا | لندن، انگلند، انگلستان               | [ ۲ ] |
| فوریه ۲۸، ۲۰۱۶  | هشتاد و هشتمین دوره جوایز اسکار | آکادمی علوم و هنرهای سینما                 | هالیوود، کالیفورنیا، ایالات متحده    | [ ۳ ] |

### جشنواره‌ها
| تاریخ       | رویداد                                   | میزبان                       | موقعیت       | منبع  |
| ----------- | ---------------------------------------- | ---------------------------- | ------------ | ----- |
| فوریه ۱۱–۲۱ | شصت و ششمین جشنواره بین‌المللی فیلم برلین | جشنواره بین‌المللی فیلم برلین | برلین، آلمان | [ ۴ ] |

## فیلم‌ها

### ژانویه − مارس
| افتتاح      | افتتاح | عنوان                               | استدیو                                            | بازیگران و خدمه | ژانر                         | نوع         | منبع   |
| ----------- | ------ | ----------------------------------- | ------------------------------------------------- | --- | ---------------------------- | ----------- | ------ |
| ژ ا ن و ی ه | ۸      | جنگل                                | فوکوس فیچرز / گرامرسی پیکچرز                      | جیسون زادا (کارگردان); دیوید اس. گویر، نیک انتوسکا، سارا کارنویل (فیلم‌نامه‌نویس); ناتالی دورمر، تیلور کینی | ترسناک                       | عمل-زنده    | [ ۵ ]  |
| ژ ا ن و ی ه | ۱۵     | ۱۳ ساعت: سربازان مخفی بنغازی        | پارامونت پیکچرز                                   | مایکل بی (کارگردان); چک هوگن (فیلم‌نامه‌نویس); جیمز بج دیل، جان کرازینسکی، توبی استفنز، پابلو شرایبر، مکس مارتینی، دیوید دنمان | اکشن، مهیج                   | عمل-زنده    | [ ۶ ]  |
| ژ ا ن و ی ه | ۱۵     | نورم از شمال                        | لاینزگیت                                          | Trevor Wall (director); Jack Donaldson, Derek Elliott (screenplay); راب اشنایدر، هدر گراهام، کالم مینی، بیل نای، جانت وارنی، کن جیونگ، لرتا دواین، زکری گوردون | Family                       | Animation   | [ ۷ ]  |
| ژ ا ن و ی ه | ۱۵     | سواری با هم ۲                       | یونیورسال استودیوز                                | تیم استری (director); Phil Hay, Matt Manfredi (screenplay); آیس کیوب، کوین هارت، بنجامین برت، الیویا مان، کن جیونگ، نیدین ولاسکز، تیکا سومپتر، ترسی گیبسون، تی. آی., گلن پاول، Rebecca Olejniczak                                                                                        | کمدی، اکشن                   | Live-action | [ ۸ ]  |
| ژ ا ن و ی ه | ۲۲     | موج پنجم                            | کلمبیا پیکچرز                                     | J Blakeson (director); سوزانا گرانت (screenplay); کلویی مورتز، نیک رابینسون، الکس رو, لیو شرایبر، مایکا مونرو، ماریا بلو، مگی سیف، ران لیوینگستون | Sci-fi                       | Live-action | [ ۹ ]  |
| ژ ا ن و ی ه | ۲۲     | The Boy                             | اس‌تی‌ایکس اینترتینمنت                              | ویلیام برنت بل (director); Stacey Menear (screenplay); لورن کوهن | Horror, thriller             | Live-action | [ ۱۰ ] |
| ژ ا ن و ی ه | ۲۲     | بابابزرگ کثیف                       | لاینزگیت                                          | Dan Mazer (director); John Phillips (screenplay); زک افران، رابرت دنیرو، جولیان هاف، آبری پلازا، زوئی دویچ، درموت مالرونی، آدام پالی، جیسون منتزوکس | کمدی                         | Live-action | [ ۱۱ ] |
| ژ ا ن و ی ه | ۲۹     | جین اسلحه دارد                      | واینستین کمپانی                                   | گوین اکونر (director); Brian Duffield, Anthony Tambakis, جوئل اجرتون (screenplay); ناتالی پورتمن، Joel Edgerton, یوان مک‌گرگور، رودریگو سانتورو، نوآه امریش، بوید هالبروک | Action, Drama                | Live-action | [ ۱۲ ] |
| ژ ا ن و ی ه | ۲۹     | پنجاه طیف سیاه                      | اوپن رود فیلمز                                    | مایکل تایداس (director); مارلون وینس، Rick Alvarez (screenplay); Marlon Wayans, جین سیمور، مایک اپس، Kali Hawk | کمدی                         | Live-action | [ ۱۳ ] |
| ژ ا ن و ی ه | ۲۹     | The Finest Hours                    | والت دیزنی پیکچرز                                 | کریگ گیلسپی (director); اسکات سیلور، Eric Johnson, Paul Tamasy (screenplay); کریس پاین، کیسی افلک، بن فاستر، اریک بانا، هالیدی گراینگر، کایل گالنر، ریچل بروزناهان, گراهام مک‌تاویش، مایکل ریموند-جیمز، جاش استوارت، Benjamin Koldyke, آبراهام بنرابی                                     | Action, Drama                | Live-action | [ ۱۴ ] |
| ژ ا ن و ی ه | ۲۹     | پاندای کونگ‌فوکار ۳                  | فاکس قرن بیستم / دریم‌ورکس انیمیشن                 | جنیفر یو نلسون، Alessandro Carloni (directors); Jonathan Aibel, Glenn Berger (screenplay); جک بلک، آنجلینا جولی، داستین هافمن، جکی چان، ست روگن، لوسی لیو، دیوید کراس، جیمز هنگ، برایان کرانستون، کیت هادسون، جی. کی. سیمونز                                                             | Action Comedy                | انیمیشن     | [ ۱۵ ] |
| ف و ر ی ه   | ۵      | The Choice                          | لاینزگیت                                          | رس کاتز (director); Bryan Sipe (screenplay); الکساندرا داداریو، ترزا پالمر، مگی گریس، تام ولینگ، بنجامین واکر، تام ویلکینسون | Drama, Romance               | Live-action | [ ۱۶ ] |
| ف و ر ی ه   | ۵      | ارتش بابا                           | کلمبیا پیکچرز                                     | الیور پارکر (director); توبی جونز، بیل نای، تام کورتنی، بیل پترسون، دنیل میز، مایکل گمبون، بلیک هریسون | Comedy, wartime              | Live-action | [ ۱۷ ] |
| ف و ر ی ه   | ۵      | درود بر سزار!                       | یونیورسال استودیوز                                | برادران کوئن (director/screenplay); جرج کلونی، جاش برولین، چنینگ تیتوم، رالف فاینس، تیلدا سوئینتن، اسکارلت جوهانسون، جونا هیل، دولف لاندگرن، کلنسی براون، دیوید کرامهولتز، فرانسیس مک‌دورمند، کریستوفر لامبرت، آلدن ارنرایک، فیشر استیونس، پاتریک فیشلر, رابرت پیکاردو                    | Comedy                       | Live-action | [ ۱۸ ] |
| ف و ر ی ه   | ۵      | Pride and Prejudice and Zombies     | اسکرین جمز                                        | بار استیرز (director/screenplay); لیلی جیمز، سام رایلی، مت اسمیت، لینا هیدی، چارلز دنس، جک هیوستون، داگلاس بوث، Hermione Corfield, بلا هیتکوت، سوکی واترهاوس, سام رایلی | Comedy, Horror               | Live-action | [ ۱۹ ] |
| ف و ر ی ه   | ۵      | رگرسیون                             | واینستین کمپانی                                   | آلخاندرو آمنابار (director/screenplay); ایتن هاک، اما واتسون، دیوید دنسیک، دیوید تیولیس | Thriller                     | Live-action | [ ۲۰ ] |
| ف و ر ی ه   | ۱۲     | ددپول                               | فاکس قرن بیستم / مارول اینترتینمنت                | Tim Miller (director); رت ریس، پال پرتیک (screenplay); رایان رینولدز، جینا کارانو، تی جی میلر، اد اسکرین، مورینا بکرین، Stefan Kapicic, لزلی اوگامس، Brianna Hildebrand, جد رس | Superhero, Action, Comedy    | Live-action | [ ۲۱ ] |
| ف و ر ی ه   | ۱۲     | How to Be Single                    | وارنر برادرز / نیو لاین سینما                     | Christian Ditter (director); Marc Silverstein, Dana Fox, Abby Kohn (screenplay); داکوتا جانسون، الیسون بری، لزلی من، ربل ویلسون، Carla Quevedo, دیمون وینس جونیور، جیک لیسی، جیسون منتزوکس، Nick Bateman, آندرس هولم، نیکولاس براون                                                      | Romantic comedy              | Live-action | [ ۲۲ ] |
| ف و ر ی ه   | ۱۲     | زولندر ۲                            | پارامونت پیکچرز                                   | بن استیلر (director); جاستین ثرو (screenplay); Ben Stiller, اوون ویلسون، کریستین تیلور، ویل فرل، پنه‌لوپه کروز، جونا هیل، کریستن ویگ، الیویا مان، بیلی زین، جاستین بیبر، فرد ارمیسن، بندیکت کامبربچ                                                                                       | Comedy                       | Live-action | [ ۲۳ ] |
| ف و ر ی ه   | ۱۹     | نژاد                                | فوکوس فیچرز                                       | استیون هاپکینز (director); Joe Shrapnel, Anna Waterhouse (screenplay); Stephan James, جیسون سودیکیس، جرمی آیرونز، ویلیام هرت، کاریس فن هاوتن، آماندا کرو | Drama, Sports                | Live-action | [ ۲۴ ] |
| ف و ر ی ه   | ۱۹     | Viral                               | Dimension Films                                   | Henry Joost, Ariel Schulman (directors); Christopher B. Landon, Barbara Marshall (screenplay); آنا لیگ تیپتون، مایکل کلی، سوفیا بلک دلیا | Sci-Fi, Horror               | Live-action | [ ۲۵ ] |
| ف و ر ی ه   | ۱۹     | Risen                               | کلمبیا پیکچرز                                     | کوین رینولدز (director/screenplay); Paul Aiello (screenplay); جوزف فینز، تام فلتون، کلیف کرتیس | Drama                        | Live-action | [ ۲۶ ] |
| ف و ر ی ه   | ۲۶     | ادی عقاب                            | فاکس قرن بیستم                                    | دکستر فلچر (director); Sean Macaulay, Simon Kelton (screenplay); تارون اگرتون، کریستوفر واکن، هیو جکمن | Drama                        | Live-action | [ ۲۷ ] |
| ف و ر ی ه   | ۲۶     | خدایان مصر                          | سامیت اینترتینمنت                                 | الکس پرویاس (director/screenplay); Matt Sazama, Burk Sharpless (screenplay); کورتنی ایتون، نیکولای کاستر-والدو، جفری راش، جرارد باتلر، برنتون توایتز، چادویک بوزمن | Action, fantasy              | Live-action | [ ۲۸ ] |
| ف و ر ی ه   | ۲۶     | تریپل ناین                          | اوپن رود فیلمز                                    | جان هیلکات (director); Matt Cook (screenplay); کیت وینسلت، وودی هارلسون، گل گدوت، آنتونی مکی، ترزا پالمر، کیسی افلک، کلیفتن کلینز جونیور، چویتل اجیوفور، آرون پال، نورمن ریداس | Crime, Drama                 | Live-action | [ ۲۹ ] |
| ف و ر ی ه   | ۲۶     | افسونگری                            | A24 Films                                         | رابرت اگرز (director/screenplay); آنیا تیلور-جوی، رالف اینسون، کیت دیکی | Horror                       | Live-action | [ ۳۰ ] |
| م ا ر س     | ۴      | شوالیه جام‌ها                        | برود گرین پیکچرز                                  | ترنس مالیک (director/screenplay); کریستین بیل، کیت بلانشت، ناتالی پورتمن | Fantasy Drama                | Live-action | [ ۳۱ ] |
| م ا ر س     | ۴      | سقوط لندن                           | فوکوس فیچرز / گرامرسی پیکچرز                      | Babak Najafi (director); Creighton Rothenberger, Katrin Benedikt, Chad St. John (screenplay); جرارد باتلر، آرون اکهارت، مورگان فریمن، آنجلا باست، جکی ارل هیلی، ملیسا لیو، رابرت فورستر، رادا میشل، شارلوت رایلی، Shivani Ghai                                                           | Action                       | Live-action | [ ۳۲ ] |
| م ا ر س     | ۴      | Me Before You                       | وارنر برادرز / نیو لاین سینما / مترو گلدوین مایر  | Thea Sharrock (director); اسکات نوستدتر, مایکل اچ. وبر (screenplay); چارلز دنس، امیلیا کلارک، جینا کولمن، سام کلافلین، جانت مک‌تیر | Drama, romance               | Live-action | [ ۳۳ ] |
| م ا ر س     | ۴      | Whiskey Tango Foxtrot               | پارامونت پیکچرز                                   | گلن فیکارا, جان ریکوآ (directors); رابرت کارلاک (screenplay); تینا فی، مارگو رابی، مارتین فریمن، کریستوفر ابوت، آلفرد مولینا، نیکولاس براون، شیلا وند، استیو پیکاک, Evan Jonigkeit, بیلی باب تورنتون                                                                                     | Drama, Comedy, Biography     | Live-action | [ ۳۴ ] |
| م ا ر س     | ۴      | زوتوپیا                             | والت دیزنی پیکچرز / Walt Disney Animation Studios | بایرون هاوارد، ریچ مور (directors); Jared Bush (screenplay); جنیفر گودوین، جیسون بیتمن، شکیرا، ادریس البا، جی. کی. سیمونز، نیت تورنس، جنی سلیت، بونی هانت، دان لیک، اکتاویا اسپنسر، تامی چونگ، تام لیستر جونیور                                                                          | Comedy                       | Animation   | [ ۳۵ ] |
| م ا ر س     | ۱۱     | گریمسبای                            | کلمبیا پیکچرز / ویلیج رودشو پیکچرز                | لویس لتریر (director); ساشا بارون کوهن، Phil Johnston (screenplay); Sacha Baron Cohen, مارک استرانگ، ایسلا فیشر، ربل ویلسون، آنابل والیس، ایان مک‌شین، گابوری سیدیب، دیوید هیروود، Derek Jeter, پنه‌لوپه کروز، اسکات ادکینز                                                                | Comedy                       | Live-action | [ ۳۶ ] |
| م ا ر س     | ۱۱     | The Young Messiah                   | فوکوس فیچرز                                       | سیروس نورسته (director/screenplay); Betsy Nowrasteh (screenplay); Adam Greaves-Neal, شان بین | Biblical, drama              | Live-action | [ ۳۷ ] |
| م ا ر س     | ۱۱     | The Other Side of the Door          | فاکس قرن بیستم                                    | یوهانس رابرتس (director/screenplay); Ernest Riera (screenplay); سارا وین کالیز، جرمی سیستو | Horror                       | Live-action | [ ۳۸ ] |
| م ا ر س     | ۱۸     | مجموعه سنت‌شکن: هم‌پیمان              | سامیت اینترتینمنت                                 | رابرت اشونتک (director); Noah Oppenheim (screenplay); شیلین وودلی، تئو جیمز، انسل الگورت، نائومی واتس، جف دانیلز، بیل اسکارسگارد | Adventure, Action            | Live-action | [ ۳۹ ] |
| م ا ر س     | ۱۸     | Midnight Special                    | وارنر برادرز                                      | جف نیکولز (director/screenplay); مایکل شنون، کیرستن دانست، آدام درایور، جوئل اجرتون، سام شپارد | Sci-fi                       | Live-action | [ ۴۰ ] |
| م ا ر س     | ۱۸     | Miracles from Heaven                | کلمبیا پیکچرز                                     | Patricia Riggen (director); Randy Brown (screenplay); جنیفر گارنر، مارتین هندرسون، کویین لطیفه | Biblical, Drama              | Live-action | [ ۴۱ ] |
| م ا ر س     | ۱۸     | The Bronze                          | سونی پیکچرز کلاسیکس                               | Bryan Buckley (director); ملیسا راوش، Winston Rauch (screenplay); Melissa Rauch, گری کول، توماس میداتیچ، سباستین استن، سسیلی استرانگ, هالی لو ریچاردسون, دیل رائول | Comedy                       | Live-action | [ ۴۲ ] |
| م ا ر س     | ۲۵     | بتمن و سوپرمن: طلوع عدالت           | وارنر برادرز / دی‌سی کامیکس                        | زک اسنایدر (director); کریس تریو، دیوید اس. گویر (screenplay); بن افلک، هنری کویل، گل گدوت، جسی آیزنبرگ، امی آدامز، جرمی آیرونز، هالی هانتر، لارنس فیشبرن، جنا مالون، دایان لین، مایکل شنون، Ray Fisher, کالن مالوی، جیسون موموآ، اسکوت مک‌نری، جفری دین مورگان، تائو اوکاموتو، هری لنیکس | Superhero, Action, Adventure | Live-action | [ ۴۳ ] |
| م ا ر س     | ۲۵     | اتاق ناامیدی‌ها                      | Relativity Media                                  | دی جی کاروسو (director); ونتورت میلر (screenplay); کیت بکینسیل، لوکاس تیل | Horror                       | Live-action | [ ۴۴ ] |
| م ا ر س     | ۲۵     | من نور را دیدم                      | سونی پیکچرز کلاسیکس                               | مارک آبراهام (director/screenplay) تام هیدلستون، الیزابت اولسن | Drama, Music, Biography      | Live-action | [ ۴۵ ] |
| م ا ر س     | ۲۵     | عروسی یونانی پرریخت‌وپاش و بزرگ من ۲ | یونیورسال استودیوز                                | کرک جونز (director); نیا واردالوس (screenplay); Nia Vardalos, جان کوربت، ایان گومز، رالف تاباکین | Romantic, Comedy             | Live-action | [ ۴۶ ] |

### آوریل − ژوئن
| افتتاح    | افتتاح | عنوان                                            | استدیو                                             | بازیگران و خدمه | ژانر                                 | نوع         | منبع   |
| --------- | ------ | ------------------------------------------------ | -------------------------------------------------- | --- | ------------------------------------ | ----------- | ------ |
| آ و ر ی ل | ۱      | اتوبان                                           | اوپن رود فیلمز                                     | Eran Creevy (director/screenplay); F. Scott Frazier (screenplay); فلیسیتی جونز، نیکولاس هولت، آنتونی هاپکینز، بن کینگزلی | Action                               | Live-action | [ ۴۷ ] |
| آ و ر ی ل | ۱      | خدا نمرده است ۲                                  | Pure Flix Entertainment                            | Harold Cronk (director); Cary Solomon, Chuck Konzelman (screenplay); دیوید ای آر وایت، ری وایز، رابین گیونز، ارنی هادسون، Eamonn McCrystal, جسی متکالف | Drama                                | Live-action | [ ۴۸ ] |
| آ و ر ی ل | ۱      | چشم‌وهم‌چشمی                                       | فاکس قرن بیستم                                     | گرگ موتلا (director); Michael LeSieur (screenplay); جان هم، زک گالیفیاناکیس، گل گدوت، ایسلا فیشر، مریبث مونرو | Comedy                               | Live-action | [ ۴۹ ] |
| آ و ر ی ل | ۱      | حلقه‌ها                                           | پارامونت پیکچرز                                    | F. Javier Gutiérrez (director); David Loucka, Jacob Aaron Estes, آکیوا گلدسمن (screenplay); Matilda Lutz, الکس رو, دیوید دورفمن، جانی گالکی، ایمی تیگاردن، لورا اسلید ویگینز | Horror, Thriller                     | Live-action | [ ۵۰ ] |
| آ و ر ی ل | ۱      | اتاق سبز                                         | A24 Films                                          | Jeremy Saulnier (director/screenplay); آنتون یلچین، ایموجن پوتس، پاتریک استوارت، عالیه شوکت، کلوم ترنر | Crime thriller                       | Live-action | [ ۵۱ ] |
| آ و ر ی ل | ۸      | پیش از آن که بیدار شوم                           | Relativity Media                                   | Mike Flanagan (director/screenplay); Jeff Howard (screenplay); کیت باسورث، توماس جین، جیکوب ترمبلی، آنابت گیش، دش میهوک | Horror                               | Live-action | [ ۴۴ ] |
| آ و ر ی ل | ۸      | The Boss                                         | یونیورسال استودیوز                                 | بن فالکون (director/screenplay); Steve Mallory, ملیسا مک‌کارتی (screenplay); Melissa McCarthy, کریستن بل، پیتر دینکلیج، تایلر لیبینا، کریستین شال، مارگو مارتیندال، کتی بیتس | Comedy                               | Live-action | [ ۵۲ ] |
| آ و ر ی ل | ۸      | تخریب                                            | فاکس سرچلایت پیکچرز                                | ژان-مارک ولی (director); Bryan Sipe (screenplay); جیک جیلنهال، نائومی واتس، کریس کوپر، جودا لوئیس | Drama                                | Live-action | [ ۵۳ ] |
| آ و ر ی ل | ۱۵     | آمیتیویل: بیداری                                 | واینستین کمپانی / Dimension Films                  | فرانک خلفون (director/screenplay); Daniel Farrands, Casey La Scala (screenplay); بلا تورن، کامرون مانهن، جنیفر جیسن لی، توماس مان، کرتوود اسمیت | Thriller, Horror                     | Live-action | [ ۵۴ ] |
| آ و ر ی ل | ۱۵     | آرایشگاه: اصلاح بعدی                             | وارنر برادرز / نیو لاین سینما / مترو گلدوین مایر   | مالکوم دی. لی (director); Kenya Barris, Tracy Oliver (screenplay); آیس کیوب، سدریک اینترتینر، نیکی میناژ، رجینا هال، ایو، کامن | Comedy                               | Live-action | [ ۵۵ ] |
| آ و ر ی ل | ۱۵     | جرم                                              | سامیت اینترتینمنت                                  | آریل ورومن (director); Douglas Cook, David Weisberg (screenplay); کوین کاستنر، گری الدمن، تامی لی جونز، آلیس ایو، گل گدوت، رایان رینولدز | Action, Thriller                     | Live-action | [ ۵۶ ] |
| آ و ر ی ل | ۱۵     | دارم راجع به همین صحبت می‌کنم                     | پارامونت پیکچرز                                    | ریچارد لینکلیتر (director/screenplay); بلیک جنر، رایان گازمن، تایلر هوچلین، وایت راسل, زوئی دویچ | Comedy, drama                        | Live-action | [ ۵۷ ] |
| آ و ر ی ل | ۱۵     | کتاب جنگل                                        | والت دیزنی پیکچرز                                  | جان فاورو (director); Justin Marks (screenplay); Neel Sethi, امجی آنتونی، ادریس البا، بن کینگزلی، اسکارلت جوهانسون، لوپیتا نیونگو، کریستوفر واکن، جیانکارلو اسپوزیتو، بیل مری | Adventure, family, fantasy           | Live-action | [ ۵۸ ] |
| آ و ر ی ل | ۲۲     | شکارچی                                           | یونیورسال استودیوز                                 | Cedric Nicolas-Troyan (director); فرانک دارابونت، Evan Spiliotopoulos (screenplay); کریس همسورث، شارلیز ترون، امیلی بلانت، جسیکا چستین، نیک فراست، شریدان اسمیت, راب برایدون، الکساندرا روچه | Fantasy                              | Live-action | [ ۵۹ ] |
| آ و ر ی ل | ۲۲     | Keanu                                            | وارنر برادرز / نیو لاین سینما                      | Peter Atencio (director); جردن پله، Alex Rubens (screenplay); کیگان-مایکل کی، Jordan Peele, متد من، گابریله یونیون، ویل فورته | Comedy                               | Live-action | [ ۶۰ ] |
| آ و ر ی ل | ۲۹     | روز مادر                                         | اوپن رود فیلمز                                     | گری مارشال (director); Anya Kochoff-Romano, Lily Hollander, Matt Walker, Tom Hines (screenplay); جولیا رابرتس، جنیفر آنیستون، کیت هادسون، تیموتی اولیفانت، جیسون سودیکیس، هیلاری داف، سارا چالک، بریت رابرتسون، جان لاویتس، الا اندرسون, شای میتچل، مارگو مارتیندال، لونی لاو                        | Comedy, Drama                        | Live-action | [ ۶۱ ] |
| آ و ر ی ل | ۲۹     | Nine Lives                                       | Relativity Media                                   | بری ساننفلد (director); Dan Antoniazzi, Ben Shiffrin (screenplay); کوین اسپیسی، روبی آمل، جنیفر گارنر، کریستوفر واکن، Malina Weissman, مارک کانسوئلوس | Comedy                               | Live-action | [ ۶۲ ] |
| آ و ر ی ل | ۲۹     | Ratchet & Clank                                  | فوکوس فیچرز / گرامرسی پیکچرز                       | Jerrica Cleland, کوین مونرو (directors); T.J. Fixman (screenplay); جیمز آرنولد تیلور، David Kaye, Jim Ward, پل جیاماتی، آرمین شیمرمن، جان گودمن، بلا تورن، رزاریو داوسون، سیلوستر استالونه | Sci-Fi, Action, Comedy               | Animation   | [ ۶۳ ] |
| آ و ر ی ل | ۲۹     | Same Kind of Different as Me                     | پارامونت پیکچرز                                    | Michael Carney (director/screenplay); Ron Hall, Alexander Foard (screenplay); رنی زلوگر، جایمن هانسو، اولیویا هولت، جان ویت، گرگ کینر، Stephanie Leigh Schlund | Drama                                | Live-action | [ ۶۴ ] |
| م ه       | ۶      | کاپیتان آمریکا: جنگ داخلی                        | مارول استودیوز                                     | برادران روسو (directors); کریستوفر مارکوس و استیون مک‌فیلی (screenwriters); کریس ایوانز، رابرت داونی جونیور، اسکارلت جوهانسون، سباستین استن، آنتونی مکی، جرمی رنر، الیزابت اولسن، پل راد، پل بتانی، دانیل برول، فرانک گریلو، دان چیدل، امیلی ونکمپ، ویلیام هرت، چادویک بوزمن، تام هالند، مارتین فریمن | Superhero, Action, Adventure         | Live-action | [ ۶۵ ] |
| م ه       | ۶      | مد روز (فیلم ۲۰۱۷)                               | وارنر برادرز / نیو لاین سینما                      | زاک براف (directors); تئودور ملفی (screenwriters); مورگان فریمن، مایکل کین، آلن آرکین، جوئی کینگ | Comedy, Crime                        | Live-action | [ ۶۶ ] |
| م ه       | ۱۳     | دولت آزاد جونز                                   | اس‌تی‌ایکس اینترتینمنت                               | گری راس (director, screenplay); متیو مک‌کانهی، گوگو امبتا-را، کری راسل، ماهرشالا علی | Drama, Thriller                      | Live-action | [ ۶۷ ] |
| م ه       | ۱۳     | اظهر (فیلم)                                      | اکتا کاپور شبها کاپور                              | Tony D'Souza (director) عمران هاشمی، پراچی دسای، نیمرات کور, هما قریشی, Gautam Gulati, نرگس فخری | Biopic, Sports                       | Live-action | [ ۶۸ ] |
| م ه       | ۱۳     | آدم‌ربایی (فیلم ۲۰۱۷)                             | Relativity Media                                   | Luis Prieto (director); Knate Gwaltney (screenplay); هلی بری، Sage Correa, لو تامپل، Chris McGinn | Action, Thriller                     | Live-action | [ ۴۴ ] |
| م ه       | ۱۳     | مانی مانستر                                      | ترایستار پیکچرز                                    | جودی فاستر (director); Jamie Linden, Alan Di Fiore, Jim Kouf (screenwriters); جرج کلونی، جولیا رابرتس، جک اوکانل، دومینیک وست، کترینا بلف | Drama                                | Live-action | [ ۶۹ ] |
| م ه       | ۱۳     | اسنودن                                           | اوپن رود فیلمز                                     | الیور استون (director); Kieran Fitzgerald, Oliver Stone (screenplay); جوزف گوردون لویت، شیلین وودلی، اسکات ایستوود، ملیسا لیو، تیموتی اولیفانت، زکری کینتو، نیکلاس کیج، تام ویلکینسون | Biographical, Thriller               | Live-action | [ ۷۰ ] |
| م ه       | ۲۰     | پرندگان خشمگین                                   | کلمبیا پیکچرز / راویو اینترتینمنت                  | Clay Kaytis, Fergal Reilly (directors); Jon Vitti (screenplay); جیسون سودیکیس، جش گد، دنی مک‌براید، بیل هادر، مایا رودولف، پیتر دینکلیج، کیگان-مایکل کی، کیت مک‌کینون، تونی هیل، آیک بارینهولتز، هانیبال بورس، کریستلا آلونزو, جیلیان بل، دانیل بروکس، رومئو سانتوس، اسماش، اسماش                      | Comedy                               | Animation   | [ ۷۱ ] |
| م ه       | ۲۰     | طرح مگی                                          | سونی پیکچرز کلاسیکس                                | ربکا میلر (director/screenplay); Karen Rinaldi (screenplay); گرتا گرویگ، جولیان مور، ایتن هاک، بیل هادر، مایا رودولف، Monte Greene | Drama, Comedy                        | Live-action | [ ۷۲ ] |
| م ه       | ۲۰     | همسایه‌ها ۲: انجمن خواهری برمی‌خیزد                | یونیورسال استودیوز                                 | نیکلاس استولر (director); Andrew J. Cohen, Brendan O'Brien (screenwriters); ست روگن، زک افران، رز بیرن، کلویی مورتز | Comedy                               | Live-action | [ ۷۳ ] |
| م ه       | ۲۰     | مردان خوب                                        | وارنر برادرز                                       | شین بلک (director/screenplay); رایان گاسلینگ، راسل کرو | Action, thriller                     | Live-action | [ ۷۴ ] |
| م ه       | ۲۷     | آلیس آنسوی آینه                                  | والت دیزنی پیکچرز                                  | جیمز بابین (director); Linda Woolverton (screenplay); جانی دپ، میا واشیکوفسکا، ساشا بارون کوهن، هلنا بونهام کارتر، ریس ایفانز، اد اسپیلرز، جان سشنز، ان هتوی | Fantasy, Adventure                   | Live-action | [ ۷۵ ] |
| م ه       | ۲۷     | مردان اکس: آخرالزمان                             | فاکس قرن بیستم / مارول اینترتینمنت                 | برایان سینگر (کارگردان); سیمون کینبرگ (فیلمنامه‌نویس); جیمز مک‌آووی، مایکل فسبندر، نیکولاس هولت، جنیفر لارنس، ایوان پیترز، اسکار آیزاک، الکساندرا شیپ، سوفی ترنر، تای شرایدن، کدی اسمیت-مک‌فی، رز بیرن، Ben Hardy, الیویا مان، لوکاس تیل، هیو جکمن                                                      | ابرقهرمانی، اکشن، ماجراجویی          | عمل-زنده    | [ ۷۶ ] |
| م ه       | ۳۰     | یو اس اس ایندیاناپلیس: مردان دلیر                | Hannibal Pictures / Saban Films                    | ماریو فن پیبلز (director); Cam Cannon, Richard Rionda Del Castro (screenplay); نیکلاس کیج، تام سایزمور، توماس جین، مت لنتر، Brian Presley | Disaster, Horror, War                | Live-action | [ ۷۷ ] |
| ژ و ئ ن   | ۳      | Conner4real                                      | یونیورسال استودیوز                                 | جورما تاکونی, اکویا شوفر (director); Jorma Taccone, Akiva Schaffer, Andy Sandberg | Mockumentary, comedy                 | Live-action | [ ۷۸ ] |
| ژ و ئ ن   | ۳      | Teenage Mutant Ninja Turtles: Out of the Shadows | پارامونت پیکچرز / نیکلودئون موویز / پلاتینوم دونس  | Dave Green (director); Josh Appelbaum, André Nemec (screenwriters); Pete Ploszek, نول فیشر، جرمی هاوارد، آلن ریچسون، ویلیام فیکنر، مگان فاکس، استیون آمل، ویل آرنت، برایان تی، Brittany Ishibashi, گری آنتونی ویلیامز، شیمس، تایلر پری، لورا لینی، الساندرا آمبروزیو، جودیت هوگ، کارملو آنتونی       | Superhero, Action, Adventure, Comedy | Live-action | [ ۷۹ ] |
| ژ و ئ ن   | ۱۰     | احضار روح ۲                                      | وارنر برادرز / نیو لاین سینما                      | جیمز ون (director); Chad Hayes, Carey Hayes (screenplay); پاتریک ویلسون، ورا فارمیگا | Horror                               | Live-action | [ ۸۰ ] |
| ژ و ئ ن   | ۱۰     | اکنون مرا می‌بینی ۲                               | لاینزگیت                                           | جان ام. چو (director); اد سلیمان، Pete Chiarelli (screenplay); مارک روفالو، جسی آیزنبرگ، لیزی کاپلان، دیو فرانکو، وودی هارلسون، مورگان فریمن، مایکل کین، دنیل ردکلیف | Thriller                             | Live-action | [ ۸۱ ] |
| ژ و ئ ن   | ۱۰     | وارکرفت                                          | یونیورسال استودیوز / لجندری پیکچرز                 | دانکن جونز (director/screenplay); چارلز لیویت (screenplay); بن فاستر، تراویس فیمل، پائولا پاتون، توبی کبل، دومینیک کوپر، رابرت کازینسکی، دانیل وو، کلنسی براون | Action, Fantasy, Adventure           | Live-action | [ ۸۲ ] |
| ژ و ئ ن   | ۱۷     | Shut In                                          | اروپاکورپ                                          | Farren Blackburn (director); Christina Hodson (screenplay); نائومی واتس، اولیور پلات، جیکوب ترمبلی | Thriller                             | Live-action | [ ۸۳ ] |
| ژ و ئ ن   | ۱۷     | Central Intelligence                             | وارنر برادرز / نیو لاین سینما / یونیورسال استودیوز | راوسون مارشال تربر (director); آیک بارینهولتز، David Stassen, Peter Steinfeld (screenplay); دواین جانسون، کوین هارت، آرون پال | Action, Comedy                       | Live-action | [ ۸۴ ] |
| ژ و ئ ن   | ۱۷     | در جستجوی دوری                                   | والت دیزنی پیکچرز / پیکسار                         | اندرو استنتون (director/screenplay); الن دی‌جنرس، آلبرت بروکس، Hayden Rolence, دایان کیتن، تای بورل، ویلم دفو، کیتلین اولسون، اد اونیل، ادریس البا | Family                               | Animation   | [ ۸۵ ] |
| ژ و ئ ن   | ۲۴     | روز استقلال: بازخیز                              | فاکس قرن بیستم / Centropolis Entertainment         | رولند امریش (director/screenplay); دین دولین, Carter Blanchard (screenplay); جف گلدبلوم، بیل پولمن، سلا وارد، لیام همسورث، ویویکا ای فاکس، جاد هیرش، ویلیام فیکنر، پاتریک سنت اسپری، شارلوت گنزبور، برنت اسپاینر، جسی آشر, مایکا مونرو، دئوبیا اوپاری, بنگا آکینابه، Chin Han, آنجلابیبی، جوئی کینگ  | Action, Adventure, Sci-Fi            | Live-action | [ ۸۶ ] |
| ژ و ئ ن   | ۲۴     | The Shallows                                     | کلمبیا پیکچرز                                      | ژاومه کویت-سرا (director); Anthony Jaswinski (screenplay); بلیک لایولی، اسکار جانادا | Thriller                             | Live-action | [ ۸۷ ] |

### ژوئیه – سپتامبر
| افتتاح        | افتتاح | عنوان                                 | استدیو                                                | بازیگران و خدمه | ژانر                         | نوع                     | منبع    |
| ------------- | ------ | ------------------------------------- | ----------------------------------------------------- | --- | ---------------------------- | ----------------------- | ------- |
| ژ و ئ ی ه     | ۱      | غول بزرگ مهربان                       | والت دیزنی پیکچرز / دریم‌ورکس / Walden Media           | استیون اسپیلبرگ (director); ملیسا متیسن (screenplay); مارک رایلنس، Ruby Barnhill, بیل هادر، پنه‌لوپه ویلتون، ربکا هال | Fantasy, Family              | Live-action             | [ ۸۸ ]  |
| ژ و ئ ی ه     | ۱      | پاکسازی: سال انتخابات                 | یونیورسال استودیوز                                    | جیمز دموناکو (director/screenplay); فرانک گریلو، Betty Gabriel, ادوین هودگ، کایل سکر, JJ Soria, میکلتی ویلیامسون، الیزابت میچل | Horror, Thriller             | Live-action             | [ ۸۹ ]  |
| ژ و ئ ی ه     | ۱      | تارزان                                | وارنر برادرز / ویلیج رودشو پیکچرز / رت‌پک انترتینمنت   | دیوید یتس (director); استیون سامرز، استوارت بیتی (screenplay); الکساندر اسکارشگرد، مارگو رابی، کریستوف والتس، ساموئل ال. جکسون، جایمن هانسو، جان هرت | Action, Adventure            | Live-action             | [ ۹۰ ]  |
| ژ و ئ ی ه     | ۸      | مایک و دیو همراه عروسی می‌خواهند       | فاکس قرن بیستم                                        | زک افران، آدام دیواین، آنا کندریک، آبری پلازا | Comedy                       | Live-action             | [ ۹۱ ]  |
| ژ و ئ ی ه     | ۸      | زندگی پنهان حیوانات خانگی             | یونیورسال استودیوز / ایلومینیشن اینترتینمنت           | کریس رناد، Yarrow Cheney (directors); Cinco Paul, Ken Daurio (screenplay); لوئی سی. کی., اریک استون استریت، کوین هارت، آلبرت بروکس، هانیبال بورس، بابی موینیهان، لیک بل، الی کمپر، استیو کوگان                                                           | Adventure, Comedy            | Animation               | [ ۹۲ ]  |
| ژ و ئ ی ه     | ۱۵     | Ghostbusters                          | کلمبیا پیکچرز / ویلیج رودشو پیکچرز                    | پال فیگ (director/screenplay); Katie Dippold (screenplay); ملیسا مک‌کارتی، کریستن ویگ، کیت مک‌کینون، Leslie Jones, کریس همسورث، Neil Casey, اندی گارسیا، مایکل کی ویلیامز، مت والش، سسیلی استرانگ, بیل مری، دن اکروید، ارنی هادسون، آنی پاتس، سیگورنی ویور | Comedy, Sci-Fi               | Live-action             | [ ۹۳ ]  |
| ژ و ئ ی ه     | ۱۵     | La La Land                            | سامیت اینترتینمنت                                     | دیمین شزل (director/screenplay); رایان گاسلینگ، اما استون، جی. کی. سیمونز | Musical                      | Live-action             | [ ۹۴ ]  |
| ژ و ئ ی ه     | ۱۵     | The Lake                              | اروپاکورپ                                             | Steven Quale (director); لوک بسون، Richard Wenk (screenplay); سالیوان استیپلتون، جی. کی. سیمونز، چارلی بیولی، Diarmaid Murtagh, سیلفیا هوکس, Joshua Henry, دیمیتری لئونیداس                                                                              | Action, Thriller             | Live-action             | [ ۹۵ ]  |
| ژ و ئ ی ه     | ۲۲     | Lights Out                            | وارنر برادرز / نیو لاین سینما                         | David F. Sandberg (director); Eric Heisserer (screenplay); ترزا پالمر، گابریل بیتمن, Alexander DiPersia | Horror                       | Live-action             |         |
| ژ و ئ ی ه     | ۲۲     | عصر یخبندان: دوره برخورد              | فاکس قرن بیستم / بلو اسکای استودیو                    | Mike Thurmeier, Galen T. Chu (directors); ری رومانو، جان لگویزمائو، دنیس لری، کویین لطیفه، کیکه پلامر، جنیفر لوپز | Adventure                    | Animation               | [ ۹۶ ]  |
| ژ و ئ ی ه     | ۲۲     | استار ترک بیاند                       | پارامونت پیکچرز / بد روبات                            | جاستین لین (director); سایمون پگ، Doug Jung (screenplay); کریس پاین، زکری کینتو، زویی سالدانا، کارل اوربان، جان چو، آنتون یلچین، سایمون پگ، ادریس البا، سوفیا بوتلا                                                                                      | Action-adventure, sci-fi     | Live-action             | [ ۹۷ ]  |
| ژ و ئ ی ه     | ۲۹     | نابغه                                 | لاینزگیت                                              | Michael Grandage (director); جان لوگان (screenplay); کالین فرث، جود لا، نیکول کیدمن، دومینیک وست، گای پیرس | Biographical drama           | Live-action             | [ ۹۸ ]  |
| ژ و ئ ی ه     | ۲۹     | The Space Between Us                  | اس‌تی‌ایکس اینترتینمنت                                  | پیتر چلسوم (director); Allan Loeb, Peter Chelsom, Tinker Lindsay (screenplay); ایسا باترفیلد، بریت رابرتسون، گری الدمن، کارلا گوجینو | Sci-fi, Adventure            | Live-action             | [ ۹۹ ]  |
| ژ و ئ ی ه     | ۲۹     | جیسون بورن (فیلم)                     | یونیورسال استودیوز / The Kennedy/Marshall Company     | پل گرینگرس (director/screenplay); مت دیمون، کریستوفر روس (screenplay); مت دیمون، جولیا استایلز، آلیسیا ویکاندر، ونسان کسل، تامی لی جونز | Action, thriller             | Live-action             | [ ۱۰۰ ] |
| ا و ت         | ۵      | جوخه انتحار                           | وارنر برادرز / دی‌سی کامیکس                            | دیوید آیر (director/screenplay); جرد لتو، مارگو رابی، ویل اسمیت، یوئل کینامن، جای کورتنی، کارا دلوین، وایولا دیویس، اسکات ایستوود، آدواله آکینویه آگباجه، جی هرناندس، Karen Fukuhara, آیک بارینهولتز، آدام بیچ، جیم پرک، کامن، الکس مراز، دیوید هاربر    | Superhero, Action, Adventure | Live-action             | [ ۱۰۱ ] |
| ا و ت         | ۱۲     | بن هور                                | پارامونت پیکچرز / مترو گلدوین مایر                    | تیمور بکمامبتوف (director); جان ریدلی، Keith R. Clarke (screenplay); جک هیوستون، مورگان فریمن، توبی کبل، نازنین بنیادی، پیلو اسبک، رودریگو سانتورو | Adventure                    | Live-action             | [ ۱۰۲ ] |
| ا و ت         | ۱۲     | Pete's Dragon                         | والت دیزنی پیکچرز                                     | David Lowery (director/screenplay); Toby Halbrooks (screenplay); برایس دالاس هاوارد، رابرت ردفورد، کارل اوربان، وس بنتلی، کارل اوربان، اونا لارنس, اوکس فگلی                                                                                             | Family                       | Animation / Live-action | [ ۱۰۳ ] |
| ا و ت         | ۱۲     | مهمانی سوسیسی                         | کلمبیا پیکچرز                                         | Greg Tiernan, کنراد ورنن (director) اوان گلدبرگ، Kyle Hunter, ست روگن، Ariel Shaffir (screenplay); ست روگن، جونا هیل، جیمز فرانکو، کریستن ویگ | Comedy                       | Animation               | [ ۱۰۴ ] |
| ا و ت         | ۱۲     | Spectral                              | یونیورسال استودیوز / لجندری پیکچرز                    | Nic Mathieu (director); Ian Fried, جان گاتینز, جرج نلفی (screenplay); جیمز بج دیل، مکس مارتینی، بروس گرینوود، امیلی مورتیمر | Action, Sci-Fi               | Live-action             | [ ۱۰۵ ] |
| ا و ت         | ۱۹     | اسلحه‌ها و رفقا                        | وارنر برادرز                                          | تاد فلیپس (director); Jason Smilovic, Todd Phillips, Stephen Chin (screenplay); جونا هیل، مایلز تلر، آنا دی آرماس، جی‌بی بلانک | Crime, Comedy                | Live-action             | [ ۱۰۶ ] |
| ا و ت         | ۱۹     | کوبو و دو تار                         | فوکوس فیچرز / لایکا (شرکت)                            | تراویس نایت (director); Marc Haimes, Chris Butler (screenplay); آرت پارکینسون، متیو مک‌کانهی، رونی مارا، شارلیز ترون، رالف فاینس، برندا واکارو | Fantasy                      | Animation               | [ ۱۰۷ ] |
| ا و ت         | ۱۹     | Untitled Jon Lucas/Scott Moore Comedy | اس‌تی‌ایکس اینترتینمنت                                  | جاون لوکاس، اسکات مور (directors/screenwriters); میلا کونیس، کریستینا اپل‌گیت، کریستن بل | Comedy                       | Live-action             | [ ۱۰۸ ] |
| ا و ت         | ۲۶     | نفس نکش                               | ترایستار پیکچرز                                       | Fede Alvarez (director/screenplay); Rodo Sayagues (screenplay); دیلان مینت، استیون لانگ، Daniel Zovatto | Thriller                     | Live-action             | [ ۱۰۹ ] |
| ا و ت         | ۲۶     | مکانیک: رستاخیز                       | لاینزگیت                                              | دنیس گانزل (director); جیسون استاتهام، جسیکا آلبا، تامی لی جونز | Action                       | Live-action             | [ ۱۱۰ ] |
| ا و ت         | ۳۱     | The Infiltrator                       | برود گرین پیکچرز                                      | برد فرمن (director); Ellen Brown Furman (screenplay); برایان کرانستون، دیانه کروگر، بنجامین برت، جان لگویزمائو، ایمی رایان، سعید تغماوی | Crime-drama                  | Live-action             | [ ۱۱۱ ] |
| س پ ت ا م ب ر | ۲      | Patient Zero                          | اسکرین جمز                                            | اشتفان روزویتسکی (director); Mike Le (screenplay); مت اسمیت، ناتالی دورمر، استنلی توچی، جان برادلی-وست | Thriller, Action             | Live-action             | [ ۱۱۲ ] |
| س پ ت ا م ب ر | ۹      | سالی                                  | وارنر برادرز / ویلیج رودشو پیکچرز                     | کلینت ایستوود (director); Todd Komarnicki (screenplay); تام هنکس، آرون اکهارت، لورا لینی، هولت مک‌کالانی، جیمی شریدن، جری فرارا | Biographical, Drama          | Live-action             | [ ۱۱۳ ] |
| س پ ت ا م ب ر | ۹      | Untitled New Line Horror Film         | وارنر برادرز / نیو لاین سینما                         | | Horror                       | Live-action             | [ ۱۱۴ ] |
| س پ ت ا م ب ر | ۱۶     | بچه بریجت جونز                        | یونیورسال استودیوز                                    | شارون مگوایر (director); دیوید نیکولز, Helen Fielding (screenplay); رنی زلوگر، کالین فرث، پاتریک دمپسی | Rom-Com                      | Live-action             | [ ۱۱۵ ] |
| س پ ت ا م ب ر | ۱۶     | When the Bough Breaks                 | اسکرین جمز                                            | جان کسار (director); Jack Olsen, Karl Gajdusek (screenplay); موریس چستنت، رجینا هال، تئو روسی | Thriller                     | Live-action             | [ ۱۱۶ ] |
| س پ ت ا م ب ر | ۲۳     | A Cure for Wellness                   | فاکس قرن بیستم                                        | گور وربینسکی (director); دین دی‌هان، جیسون ایساکس، میا گاث | Horror                       | Live-action             | [ ۱۱۷ ] |
| س پ ت ا م ب ر | ۲۳     | The Magnificent Seven                 | کلمبیا پیکچرز / مترو گلدوین مایر / ویلیج رودشو پیکچرز | آنتونی فوکوآ (director); نیک پیزولاتو، جان لی هنکاک (screenplay); دنزل واشینگتن، کریس پرت، ایتن هاک، وینسنت دن آفریو، لی بیونگ-هان، لوک گریمز، واگنر مورا، هیلی بنت، مت بامر، پیتر سارسگارد                                                              | Crime, Western               | Live-action             | [ ۱۱۸ ] |
| س پ ت ا م ب ر | ۲۳     | Storks                                | وارنر برادرز                                          | Doug Sweetland (director); نیکلاس استولر (director/screenplay); اندی سمبرگ، کلسی گرمر، کیگان-مایکل کی، جردن پله | Comedy                       | Animation               | [ ۱۱۹ ] |
| س پ ت ا م ب ر | ۳۰     | Besties                               | اس‌تی‌ایکس اینترتینمنت                                  | Kelly Fremon Craig (director/screenplay); هیلی استاینفلد، وودی هارلسون، کیرا سجویک، هالی لو ریچاردسون, بلیک جنر | Drama, Comedy                | Live-action             | [ ۱۲۰ ] |
| س پ ت ا م ب ر | ۳۰     | دیپ‌واتر هاریزون                       | سامیت اینترتینمنت                                     | پیتر برگ (director); Matthew Sand, ماتیو مایکل کارنهان (screenplay); مارک والبرگ، کرت راسل، کیت هادسون، جان مالکوویچ، دیلن اوبرایان، دمی دلیا | Drama, Disaster              | Live-action             | [ ۱۲۱ ] |
| س پ ت ا م ب ر | ۳۰     | Masterminds                           | Relativity Media                                      | Jared Hess (director); Chris Bowman, Hubbel Palmer, Emily Spivey (screenplay); زک گالیفیاناکیس، اوون ویلسون، کریستن ویگ، جیسون سودیکیس | Heist, Comedy                | Live-action             | [ ۴۴ ]  |

### اکتبر – دسامبر
| افتتاح      | افتتاح | عنوان                                     | استدیو                                              | بازیگران و خدمه | ژانر                         | نوع         | منبع    |
| ----------- | ------ | ----------------------------------------- | --------------------------------------------------- | --- | ---------------------------- | ----------- | ------- |
| ا ک ت ب ر   | ۷      | حسابدار                                   | وارنر برادرز                                        | گوین اکونر (director); Bill Dubuque (screenplay); بن افلک، آنا کندریک، جفری تامبر، جی. کی. سیمونز، Cynthia Addai-Robinson, جان لیسگو، جان برنثال                                           | Action, Thriller             | Live-action | [ ۱۲۲ ] |
| ا ک ت ب ر   | ۷      | مردان اکس                                 | فاکس قرن بیستم / مارول اینترتینمنت                  | Josh Zetumer (screenplay); چنینگ تیتوم، لئا سیدو | Superhero, Action, Adventure | Live-action | [ ۱۲۳ ] |
| ا ک ت ب ر   | ۷      | The Girl on the Train                     | یونیورسال استودیوز / دریم‌ورکس                       | تیت تیلور (director); ارین کرسیدا ویلسون (screenplay); ربکا فرگوسن (بازیگر), امیلی بلانت، جاستین ثرو، هیلی بنت، لوک ایوانز                                                                 | Thriller                     | Live-action | [ ۱۲۴ ] |
| ا ک ت ب ر   | ۷      | Middle School: The Worst Years of My Life | سی‌بی‌اس فیلمز / لاینزگیت                             | Steve Carr (director); Chris Bowman, Hubbel Palmer, Kara Holden (screenplay); گریفین گلاک، Jacob Hopkins, Thomas Barbusca, Alexa Nisenson, لورن گراهام، راب ریگل، اندی دالی                | Comedy                       | Live-action | [ ۱۲۵ ] |
| ا ک ت ب ر   | ۷      | Monster High                              | یونیورسال استودیوز                                  | استفنی سوج, جاش شوارتز (screenplay); | Comedy, Fantasy, Musical     | Live-action | [ ۱۲۶ ] |
| ا ک ت ب ر   | ۱۴     | بای بای من                                | اس‌تی‌ایکس اینترتینمنت                                | Stacy Title (director); Jonathan Penner (screenplay); داگ جونز، داگلاس اسمیت، مایکل توروکو، Cressida Bonas, Lucien Laviscount                                                              | Horror, Thriller             | Live-action | [ ۱۲۷ ] |
| ا ک ت ب ر   | ۱۴     | Inferno                                   | کلمبیا پیکچرز / ایمیج اینترتیمنت                    | ران هاوارد (director); دیوید کپ (screenplay); تام هنکس، فلیسیتی جونز | Mystery, thriller            | Live action | [ ۱۲۸ ] |
| ا ک ت ب ر   | ۱۴     | Kevin Hart: What Now?                     | یونیورسال استودیوز                                  | کوین هارت (screenplay); Kevin Hart | Concert, comedy              | Live-action | [ ۱۲۹ ] |
| ا ک ت ب ر   | ۱۴     | تماس تلفنی هیولا                          | فوکوس فیچرز                                         | خوان آنتونیو بایونا (director); پاتریک نس (screenplay); فلیسیتی جونز، لیام نیسون | Fantasy, drama               | Live-action | [ ۱۳۰ ] |
| ا ک ت ب ر   | ۱۴     | جهان زیرین: نسل جدید                      | اسکرین جمز / سونی پیکچرز                            | Anna Foerster (director); Cory Goodman (screenplay); تئو جیمز، کیت بکینسیل | Thriller, Action, Horror     | Live-action | [ ۱۳۱ ] |
| ا ک ت ب ر   | ۲۱     | ویجا ۲                                    | یونیورسال استودیوز                                  | Mike Flanagan (director/screenplay); Jeff Howard (screenplay) | Horror                       | Live-action | [ ۱۳۲ ] |
| ا ک ت ب ر   | ۲۱     | جک ریچر ۲                                 | پارامونت پیکچرز                                     | ادوارد زوئیک (director/screenplay); Marshall Herskovitz (screenplay); تام کروز، کوبی اسمالدرز، آلدیس هاج                                                                                   | Action, thriller             | Live-action | [ ۱۳۳ ] |
| ن و ا م ب ر | ۴      | پدران جایگزین                             | وارنر برادرز                                        | لارنس شر (director); Justin Malen (screenplay); اوون ویلسون، اد هلمز، جی. کی. سیمونز، تری بردشا، وینگ ریمز، گلن کلوز                                                                       | Comedy                       | Live-action | [ ۱۳۴ ] |
| ن و ا م ب ر | ۴      | Doctor Strange                            | مارول استودیوز                                      | اسکات دریکسون (director); جان اسپیتز, رابرت کرگیل(screenplay); بندیکت کامبربچ، چویتل اجیوفور، تیلدا سوئینتن، ریچل مک‌آدامز، مدس میکلسن، مایکل استلبرگ                                       | Superhero, Action, Adventure | Live-action | [ ۱۳۵ ] |
| ن و ا م ب ر | ۴      | ترول‌ها                                    | فاکس قرن بیستم / دریم‌ورکس انیمیشن                   | مایک میچل (director); Erica Rivinoja (screenplay); آنا کندریک، جیسون شوارتزمن، کلویی مورتز                                                                                                 | Family, Comedy               | Animation   | [ ۱۳۶ ] |
| ن و ا م ب ر | ۱۱     | Billy Lynn's Long Halftime Walk           | ترایستار پیکچرز                                     | انگ لی (director); سایمن بوفوی، Jean-Christophe Castelli (screenplay); Joe Alwyn, گرت هدلند، کریستن استوارت، وین دیزل، استیو مارتین، کریس تاکر                                             | Comedy, Drama                | Live-action | [ ۱۳۷ ] |
| ن و ا م ب ر | ۱۱     | تقریباً کریسمس                             | یونیورسال استودیوز                                  | David E. Talbert (director/screenplay); گابریله یونیون، دنی گلاور، جسی آشر, کیمبرلی الیز، مونیک، نیکول آری پارکر                                                                           | Comedy                       | Live-action | [ ۱۳۸ ] |
| ن و ا م ب ر | ۱۸     | جانوران شگفت‌انگیز و زیستگاه آن‌ها          | وارنر برادرز / هی‌دی فیلمز                           | دیوید یتس (director/screenplay); جی.کی. رولینگ، استیو کلاوز (screenplay); ادی ردمین، کاترین واترستون، ازرا میلر، جان ویت، کالین فارل، جن مورای، دن فوگلر، آلیسون سودول، جما چان، ران پرلمن | Fantasy                      | Live-action | [ ۱۳۹ ] |
| ن و ا م ب ر | ۲۳     | دیوار بزرگ چین                            | یونیورسال استودیوز / لجندری پیکچرز                  | ژانگ ییمو (director); ادوارد زوئیک، Marshall Herskovitz (screenplay); اندی لاو، مت دیمون، ویلم دفو، پدرو پاسکال                                                                            | Action                       | Live-action | [ ۱۴۰ ] |
| ن و ا م ب ر | ۲۳     | Moana                                     | والت دیزنی پیکچرز / Walt Disney Animation Studios   | ران کلمنتس، جان ماسکر (directors/screenplay); Auli'i Cravalho, دواین جانسون، آلن تودیک | Fantasy, Comedy, Adventure   | Animation   | [ ۱۴۱ ] |
| ن و ا م ب ر | ۲۵     | The Founder                               | واینستین کمپانی                                     | جان لی هنکاک (director); Robert D. Siegel (screenplay); مایکل کیتون | Biographical                 | Live-action | [ ۱۴۲ ] |
| د س ا م ب ر | ۲      | The Strangers 2                           | Relativity Media                                    | | Horror                       | Live-action | [ ۴۴ ]  |
| د س ا م ب ر | ۹      | Let It Snow                               | یونیورسال استودیوز                                  | Kay Cannon (screenplay) | Romance                      | Live-action | [ ۱۴۳ ] |
| د س ا م ب ر | ۱۶     | روگ وان: داستانی از جنگ ستارگان           | لوکاس فیلم                                          | گرث ادواردز (director); Gary Whitta, کریس وایتز (screenplay); فلیسیتی جونز، ریز احمد، دیه‌گو لونا، بن مندلسون، دانی ین، فارست ویتاکر، مدس میکلسن، آلن تودیک                                 | Sci-fi, Fantasy              | Live-action | [ ۱۴۴ ] |
| د س ا م ب ر | ۲۱     | کیش یک آدم‌کش                              | فاکس قرن بیستم / Ubisoft Motion Pictures            | Justin Kurzel (director); مایکل فسبندر، ماریون کوتیار، آریان لابد | Action, Adventure, sci-fi    | Live-action | [ ۱۴۵ ] |
| د س ا م ب ر | ۲۱     | Passengers                                | کلمبیا پیکچرز / ویلیج رودشو پیکچرز / اوریجینال فیلم | مورتن تیلدام (director); جان اسپیتز (screenplay); جنیفر لارنس، کریس پرت، مایکل شین، لارنس فیشبرن                                                                                           | Sci-fi, drama                | Live-action | [ ۱۴۶ ] |
| د س ا م ب ر | ۲۱     | Sing                                      | یونیورسال استودیوز / ایلومینیشن اینترتینمنت         | Garth Jennings (director, screenwriter); متیو مک‌کانهی، ریس ویترسپون، ست مک‌فارلن، توری کلی، جان سی ریلی، تارون اگرتون، اسکارلت جوهانسون                                                     | Family                       | Animation   | [ ۱۴۷ ] |
| د س ا م ب ر | ۲۵     | جومانجی                                   | کلمبیا پیکچرز / سونی پیکچرز انیمیشن                 | زک هلم (screenplay) | Action, Fantasy, Adventure   | Live-action | [ ۱۴۸ ] |
| د س ا م ب ر | ۲۵     | خانه دوشیزه پرگرین برای بچه‌های عجیب       | فاکس قرن بیستم                                      | تیم برتون (director); جین گولدمن (screenwriter); اوا گرین، ساموئل ال. جکسون، ایسا باترفیلد                                                                                                 | Fantasy                      | Live-action | [ ۱۴۹ ] |
| د س ا م ب ر | ۲۵     | Nation Awakes                             | Aamir Sajjad Ventures                               | Umair Nasir Ali (director); Aamir Sajjad, Lorenza Veronica | Superhero                    | Animation   |         |

## مرگ‌های سرشناس
| ماه    | تاریخ | اسم            | سن | ملیت               | شغل       | فیلم‌های قابل توجه                                                         |
| ------ | ----- | -------------- | -- | ------------------ | --------- | ------------------------------------------------------------------------- |
| ژانویه | ۱     | ویلموش ژیگموند | ۸۵ | مجارستانی-امریکایی | فیلمبردار | برخورد نزدیک از نوع سوم شکارچی گوزن بازماندگان جادوگران ایست‌ویک کوکب سیاه |